# Cyrill Boss
Cyrill Boss (* 24. November 1974 in München) ist ein deutscher Filmregisseur und Drehbuchautor.

## Leben
Nach diversen Praktika beim Film schloss Cyrill Boss im Jahr 2003 sein Regiestudium an der Filmakademie Baden-Württemberg ab. Während dieser Zeit realisierte er verschiedene Kurzfilme und arbeitete im Anschluss gemeinsam mit seinem Kommilitonen Philipp Stennert an Drehbüchern für Fernsehen und Kino. 2006 drehten die Regisseure zusammen in Prag ihren ersten Kinofilm Neues vom Wixxer. Die Parodie auf die Edgar-Wallace-Filme der 1950er und 1960er Jahre haben im Frühjahr 2007 knapp eine Million Zuschauer gesehen.
Es folgten Buch und Regie bei der Actionkomödie Jerry Cotton (2010) und Das Haus der Krokodile (2013), einer Filmadaption des Jugendromans von Helmut Ballot. Für Das Haus der Krokodile erhielten Boss und Stennert 2013 den Bayerischen Filmpreis und wurden im selben Jahr für den Deutschen Filmpreis nominiert.
2013 schrieben und inszenierten Boss und Stennert den Psychothriller Neben der Spur – Adrenalin fürs ZDF. Der Film basiert auf der gleichnamigen Romanvorlage des australischen Bestsellerautors Michael Robotham und feierte Premiere auf dem Filmfest München. 2014 folgte die zweite Adaption der Romanreihe mit dem Titel Neben der Spur – Amnesie.
Im Herbst 2015 übernahm Cyrill Boss gemeinsam mit Philipp Stennert die Regie bei einem zweiteiligen Event-Movie für die ARD mit dem Titel Die Dasslers – Pioniere, Brüder und Rivalen. Der Zweiteiler erzählt die dramatische Familiengeschichte der konkurrierenden Unternehmerbrüder Rudolf Dassler und Adi Dassler. Die Dasslers feierte 2016 Premiere auf dem Filmfest München und wurde mit dem Bernd Burgemeister Fernsehpreis ausgezeichnet.
In den darauffolgenden Jahren kreierten Boss und Stennert die achtteilige Serie Der Pass, die 2019 auf dem Pay-TV-Sender Sky anlief und 2022 in die Fortsetzung ging. Für beide Staffeln waren Cyrill Boss und Philipp Stennert als Autoren und Regisseure verantwortlich und wurden 2020 für die beste Regie mit dem Adolf-Grimme-Preis und 2022 in derselben Kategorie mit dem Deutschen Fernsehpreis ausgezeichnet.
2022 begannen unter der Regie von Boss und Stennert in den Prager Barrandov Studios die Dreharbeiten zu einer Neuverfilmung der Nibelungensage, zu der die beiden Regisseure auch die Drehbücher verfasst hatten. Der Spielfilm Hagen – Im Tal der Nibelungen basiert in Teilen auf dem gleichnamigen Roman von Wolfgang Hohlbein und wurde im Oktober 2024 von Constantin Film in die deutschen Kinos gebracht. Im Herbst 2025 startet eine sechsteilige Serie mit dem Titel Die Nibelungen – Kampf der Königreiche auf der Entertainment Plattform RTLplus. 

## Filmografie (Auswahl)
- 1999: Trübsal und ganz andere Gedanken (Kurzfilm)
- 2000: Boxen (Kurzfilm)
- 2001: Einmal noch (Kurzfilm)
- 2003: Richtung Allgäu (Diplomfilm)
- 2003: Was nicht passt wird passend gemacht / 1. Staffel (nur Drehbuch)
- 2004: Agujero (nur Drehbuch)
- 2004: Was nicht passt wird passend gemacht / 2. Staffel (nur Drehbuch)
- 2005: Es ist ein Elch entsprungen (Co-Writer)
- 2006: Die Pro7 Märchenstunde – Rapunzel (TV-Film)
- 2006: Die Pro7 Märchenstunde – Zwerg Nase (TV-Film)
- 2007: Neues vom Wixxer
- 2010: Jerry Cotton
- 2012: Das Haus der Krokodile
- 2015: Neben der Spur – Adrenalin
- 2016: Neben der Spur – Amnesie
- 2016: Die Dasslers – Pioniere, Brüder und Rivalen (TV-Zweiteiler)
- 2017–2022: Der Pass (Serie)
- 2024: Hagen – Im Tal der Nibelungen
- 2025: Die Nibelungen – Kampf der Königreiche (Serie)

## Auszeichnungen
- Deutscher Fernsehpreis 2022 in der Kategorie Beste Regie Fiktion
- Fernsehfilmfestival Baden-Baden Beste Deutsche Serie 2022
- Deutschen Fernsehkrimipreis Beste Serie 2022 für „Der Pass II“
- Deutscher Fernsehpreis 2020 in der Kategorie Beste Drama-Serie
- Adolf-Grimme-Preis 2020 für Der Pass (Buch und Regie)
- Deutschen Fernsehkrimipreis Beste Serie 2020 für „Der Pass“
- Romy Beste TV-Serie und Beste Produzenten 2019 für Der Pass
- Goldene Kamera 2019 „Beste Serie“ für Der Pass
- Deutscher Wirtschaftsfilmpreis 2017 Sonderpreis „Deutsche Wirtschaftsgeschichte“ für Die Dasslers – Pioniere, Brüder und Rivalen
- Bernd Burgemeister Fernsehpreis 2016 „Bester Fernsehfilm“ für Die Dasslers – Pioniere, Brüder und Rivalen
- Goldener Spatz 2012 „Bester Kinofilm“ für Das Haus der Krokodile
- Bayerischer Filmpreis 2012 für Das Haus der Krokodile
- Deutscher Filmpreis 2012 Nominierung für Das Haus der Krokodile
- Giffoni Filmfestival 2012 „Gryphon Award“ für Das Haus der Krokodile
- Jugendfilmfestival Antwerpen & Brügge „Publikumspreis“ für Das Haus der Krokodile
- Montreal Jugendfilmfestival 2013 „Prix coup de coer“ für Das Haus der Krokodile
- Kino Publikums Emil 2013  für „Das Haus der Krokodile“
- Deutscher Kamerapreis 2011 „Bester Schnitt“, „Beste Kamera“ für Jerry Cotton
- Jupiter-Filmpreis 2008 „Bester Film“ für Neues vom Wixxer